# Tichý Potok
Tichý Potok (in ungherese Csendespatak, in tedesco Stellbach) è un comune della Slovacchia facente parte del distretto di Sabinov, nella regione di Prešov.